# A Cor Púrpura (filme de 2023)
The Color Purple (bra/prt: A Cor Púrpura) é um filme musical de época estadunidense de 2023, do gênero drama, dirigido por Blitz Bazawule a partir de um roteiro escrito por Marcus Gardley que escreveu o musical de 2005 de mesmo nome, que por sua vez é baseado no romance de Alice Walker. É também a segunda adaptação cinematográfica do romance, após o filme de 1985 dirigido por Steven Spielberg. Spielberg e Quincy Jones retornaram para produzir esta versão, juntamente com os produtores do musical de palco Scott Sanders e Oprah Winfrey, a última também estrelou o filme de 1985 como Sofia.
The Color Purple foi lançado em 25 de dezembro de 2023 nos Estados Unidos pela Warner Bros.

## Sinopse
Uma história das lutas ao longo da vida de uma mulher afro-americana que vive no sul durante o início de 1900.

## Elenco
- Fantasia Barrino como Celie Harris-Johnson
  - Phylicia Mpasi como Celie (jovem)
- Taraji P. Henson como Shug Avery
- Danielle Brooks como Sofia
- Colman Domingo como Albert "Mister" Johnson
- Corey Hawkins como Harpo Johnson
- H.E.R. como Mary "Squeak" Agnes
- Ciara como Nettie Harris
  - Halle Bailey como Nettie (jovem)
- Aunjanue Ellis como Mama
- Jon Batiste como Grady
- Louis Gossett Jr. como Ol' Mister Johnson
- David Alan Grier como Reverendo Samuel Avery
- Deon Cole como Afonso
- Tamela J. Mann como Primeira Dama
- Elizabeth Marvel como Srta. Millie
- Stephen Hill como Henry "Buster" Broadnax

## Produção
Em 2 de novembro de 2018, foi anunciado que uma adaptação cinematográfica do musical estava em desenvolvimento na Warner Bros. Pictures e Amblin Entertainment, as mesmas empresas que fizeram a adaptação cinematográfica do romance em 1985, com Steven Spielberg, Quincy Jones, Scott Sanders, e Oprah Winfrey assinando contrato para produzir. Em 24 de agosto de 2020, foi anunciado que Marcus Gardley escreveria o roteiro e Blitz Bazawule de Black Is King dirigiria. Winfrey elogiou a escolha de Bazawule como diretor, depois que ela e os produtores viram seu trabalho em The Burial of Kojo, dizendo que "todos ficaram impressionados com a visão única de Blitz como diretor e estão ansiosos para ver como ele dará vida à próxima evolução dessa amada história". Também foi anunciado que Alice Walker, Rebecca Walker, Kristie Macosko Krieger, Carla Gardini e Mara Jacobs seriam produtoras executivas do filme.
Em agosto de 2021, Corey Hawkins foi escalado para um papel principal. Nesse mesmo mês, H.E.R. foi escalada para sua estreia como atriz. Em fevereiro de 2022, Taraji P. Henson, Fantasia Barrino, Danielle Brooks, Colman Domingo e Halle Bailey se juntaram ao elenco, com Barrino e Brooks reprisando seus papéis do musical de palco. Em março de 2022, Louis Gossett Jr., David Alan Grier, Tamela J. Mann, Phylicia Mpasi, Deon Cole, Stephen Hill e Ciara se juntaram ao elenco. Em abril de 2022, Aunjanue Ellis e Elizabeth Marvel se juntaram ao elenco.

### Filmagens
As filmagens começaram em março de 2022, com a produção ocorrendo no Driftwood Beach State Recreation Site de 16 a 25 de março.

## Lançamento
The Color Purple foi lançado no dia 25 de dezembro de 2023 nos Estados Unidos pela Warner Bros.
No Brasil, o filme foi lançado em 8 de fevereiro de 2024.